# Liste von Spargelmuseen
Die folgende Liste von Spargelmuseen gibt einen Überblick zu  Spargelmuseen, also zu Museen, die den Anbau, die Vermarktung und den Verzehr von Spargel zum Hauptthema haben. Die Liste erhebt keinen Anspruch auf Vollständigkeit.

## Deutschland
| Bezeichnung                     | Bild           | Standort                           | Bundesland    | Errichtung Einweihung | Weitere Informationen |
| ------------------------------- | -------------- | ---------------------------------- | ------------- | --------------------- | --------------------- |
| Spargelmuseum Beelitz           | weitere Bilder | Beelitz (Lage)                     | Brandenburg   |                       |                       |
| Niedersächsisches Spargelmuseum | weitere Bilder | Nienburg/Weser (Lage)              | Niedersachsen | 2005 eröffnet         | [ 1 ]                 |
| Spargelmuseum Schlunkendorf     |                | Schlunkendorf (Lage)               | Brandenburg   |                       |                       |
| Europäisches Spargelmuseum      | weitere Bilder | Schrobenhausen (Oberbayern) (Lage) | Bayern        | 1985 eröffnet         |                       |